# Institutsgebäude Deutschhausstraße 12

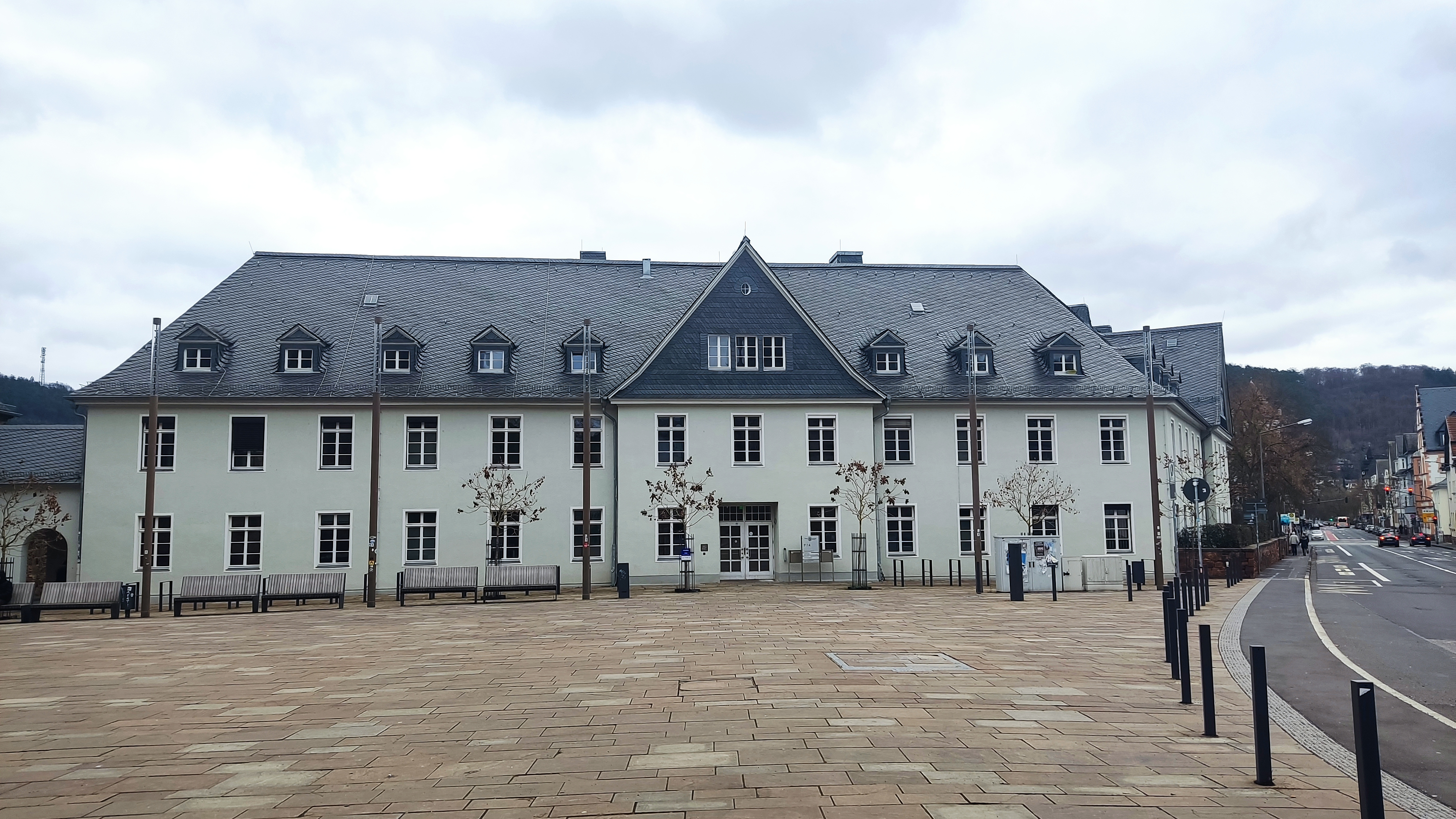
Deutschhausstraße 12, ehemaliges Karolinenhaus

Das Institutsgebäude Deutschhausstraße 12 in Marburg beherbergt heute das Centrum für Nah- und Mitteloststudien, den Fachbereich Fremdsprachliche Philologie, Indologie und den Fachbereich Geographie der Philipps-Universität Marburg. Das Gebäude wurde ursprünglich als Kinderklinik errichtet und trug zu der Zeit den Namen „Karolinenhaus“.

## Geschichte
Auf dem Gelände des ehemaligen Deutschordenshofs hinter der Elisabethkirche wurde von 1922 bis 1927 die Kinderklinik vom Architekten Martin Spielberg erbaut. Das Projekt wurde durch das Engagement der deutsch-amerikanischen Familie Horst finanziert, nachdem die Stadt Marburg das Grundstück mit einer Fläche von 7.397 m² für den Neubau bereitgestellt hatte. Nach der Tochter der Spender, Caroline, wurde die Klinik „Karolinenhaus“ benannt. Die Eröffnung erfolgte 1927 anlässlich des 400-jährigen Gründungsjubiläums der Universität.
Nach dem Zweiten Weltkrieg wurde das gesamte Kliniksareal in mehreren Abschnitten modernisiert und erweitert. In einem ehemaligen Wirtschaftsgebäude an der Bunsenstraße wurde so 1954 eine Station für tuberkulöse Kinder eingerichtet und der Verbindungsgang zu einer Liegehalle ausgebaut. Zwischen 1965 und 1968 entstand für 2.437.000 DM an der Ecke Deutschhaus- und Robert-Koch-Straße ein dreigeschossiger Neubau für zwei Stationen mit je 50 Betten, Untersuchungsräumen, Laboratorien und Räumen für den Klinikdirektor. Für den Bau mussten ein Professorendoppelwohnhaus, welches früher Prof. Ernst Freudenberg gehörte, weichen. Die Planung erfolgte unter Rücksichtnahme auf die Umgebung und in Zusammenarbeit mit dem Landeskonservator durch den Architekten Dieter Rittmeyer.
Die Kinderklinik hat das Gelände mittlerweile verlassen und das Gebäude wurde für die Geistes- und Sozialwissenschaften umgebaut, die es seit 2007 nutzen. Der Kliniksneubau steht momentan leer. Das ehemalige Karolinenhaus steht unter Denkmalschutz.

## Architektur
Das zweigeschossige, langgezogene Gebäude steht unter einem hohen Schieferdach. Die hell verputzten Flügel gruppieren sich um einen begrünten Innenhof. Die Anlage folgt dem Stil der Neuen Sachlichkeit und fügt sich unaufdringlich in die Umgebung der Elisabethkirche ein. Ursprünglich umfasste der Innenhof einen Garten mit Brunnen und Spielmöglichkeiten für die Kinder sowie Erholungsflächen für die Mütter. Die An- und Umbauten der 1960er Jahre zeigen die architektonischen Herausforderungen bei der Erweiterung auf beengtem Raum.
Der Kliniksneubau von 1965 bis 1968 zeigt sich als dreigeschossiges Gebäude mit stark gegliedertem Baukörper mit zurückliegenden Umgängen, äußeren Stahlstützen und dem hohen Schieferdach, das eine Liegeterrasse umschließt. Ein Zwischenbau verbindet den Neubau mit den anderen Kliniksgebäuden.

## Kunst im Garten

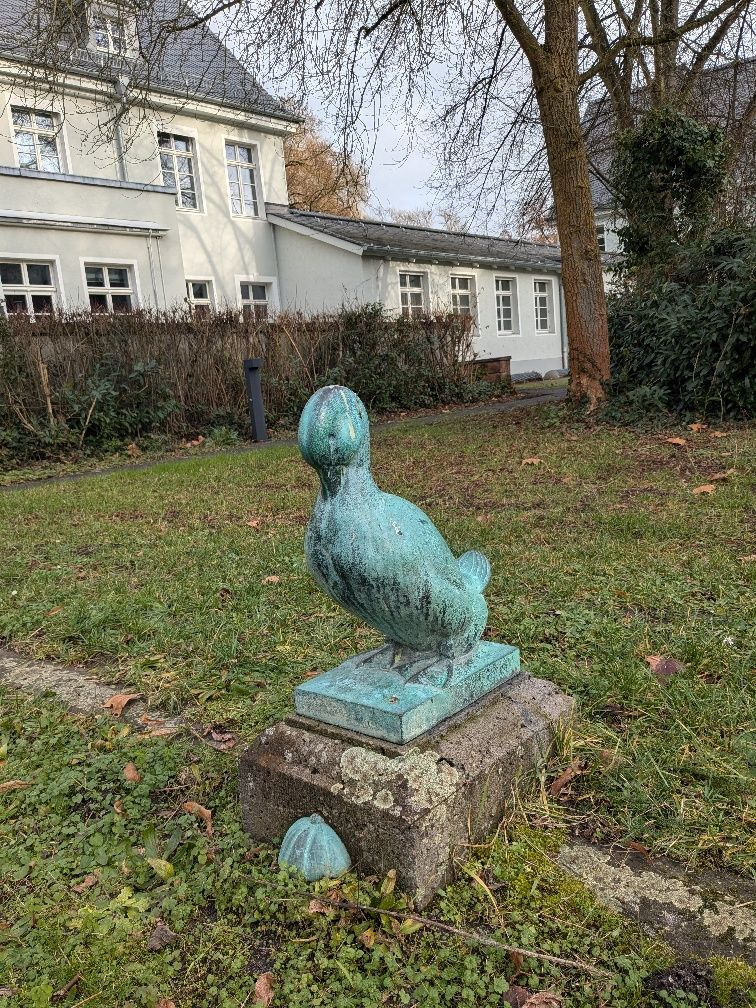
Eine der beiden Entenplastiken

Im Garten des ehemaligen Karolinenhauses befinden sich zwei bronzene Entenplastiken von Wolfgang Schwartzkopff aus dem Jahr 1927, die die Schmalseiten eines früheren rechteckigen Brunnenbeckens besetzen. Die etwa lebensgroßen Plastiken folgen der Tradition naturalistischer Tierdarstellung, wie sie Anfang des 20. Jahrhunderts von August Gaul geprägt wurde.